# Lisotrigona scintillans
Lisotrigona scintillans là một loài Hymenoptera trong họ Apidae. Loài này được Cockerell mô tả khoa học năm 1920.